# Поплар-Гров (тауншип, Миннесота)
Поплар-Гров (англ. Poplar Grove) — тауншип в округе Розо, Миннесота, США. На 2000 год его население составило 80 человек.

## География
По данным Бюро переписи населения США площадь тауншипа составляет 93,2 км², из которых 93,1 км² занимает суша, а 0,1 км² — вода (0,06 %).

## Демография
По данным переписи населения 2000 года здесь находились 80 человек, 31 домохозяйство и 22 семьи. Плотность населения —  0,9 чел./км². На территории тауншипа расположена 41 постройка со средней плотностью 0,4 построек на один квадратный километр. Расовый состав населения: 98,75 % белых и 1,25 % азиатов.
Из 31 домохозяйства в 35,5 % воспитывались дети до 18 лет, в 67,7 % проживали супружеские пары и в 29,0 % домохозяйств проживали несемейные люди. 29,0 % домохозяйств состояли из одного человека, при том 22,6 % из — одиноких пожилых людей старше 65 лет. Средний размер домохозяйства — 2,58, а семьи — 3,23 человека.
25,0 % населения — младше 18 лет, 6,3 % — в возрасте от 18 до 24 лет, 26,3 % — от 25 до 44, 26,3 % — от 45 до 64, и 16,3 % — старше 65 лет. Средний возраст — 40 лет. На каждые 100 женщин приходилось 116,2 мужчин. На каждые 100 женщин старше 18 приходилось 100,0 мужчин.
Средний годовой доход домохозяйства составлял 36 875 долларов, а средний годовой доход семьи —  51 875 долларов. Средний доход мужчин —  29 375  долларов, в то время как у женщин — 26 250. Доход на душу населения составил 15 665 долларов. За чертой бедности не находилась ни одна семья и 3,8 % всего населения тауншипа, из которых 27,3 % старше 65 лет.